# Вайнер, Лазарь Яковлевич
Лазарь Яковлевич Вайнер (1885, Ростов-на-Дону, Екатеринославская губерния — 28 июня 1933, Москва) — советский скульптор.

## Биография
Лазарь Вайнер родился в 1885 году в Ростове-на-Дону. В 1906 году стал работать в области искусства как самоучка. В 1908 году был принят в Художественное училище Тифлисского общества поощрения искусств. В 1909 году поступил в Одесское художественное училище, где проучился до 1912 года, после чего отправился в Париж. Там он работал по скульптуре в академиях Жюлиана и Коларосси, а позднее в Школе изящных искусств. В 1914 году, после начала Первой мировой войны, вернулся и был призван в армию.
Принимал участие в революционном движении в Тифлисе и Одессе, за что в 1908 году был арестован. В 1917 году вступил в ВКП(б). С 1919 года — на фронтах Гражданской войны. За время войн и революций ранние его работы были утрачены.
Вернувшись в Москву, с 1920 по 1923 год был заведующий Художественной частью в ПУР, затем работал в Музейном отделе Наркомпроса. В 1923 году был руководителем Музея живописной культуры. В 1929 году исполнял обязанности директора Оружейной палаты. 
С 1925 года принимал участие в художественных выставках. Член Общества станковистов (ОСТ) с 1925 года и Общества русских скульпторов (ОРС) с 1926 года. Работал в станковой скульптуре, автор преимущественно портретных бюстов из тонированного гипса.
В интервью 1927 года Лазарь Вайнер так говорил о своём творчестве:
Я начал работать под влиянием Родена. Потом, через экспрессионизм, через изучение монументальных композиций Бернара и работ Бурделя подошёл к монументальному реализму.
Лазарь Вайнер умер в Москве 28 июня 1933 года.
Работы Лазаря Вайнера находятся в собраниях Государственной Третьяковской галереи, Государственного центрального музея современной истории России и других музеев.

## Работы
- «Я. М. Свердлов» (маска, 1919)[2]
- «В. И. Ленин» (1924)[2]
- «Художник П. В. Вильямс» (1925)[2]
- «Освобождение» (горельеф, 1926)[2]
- «Автопортрет» (1926)[2]
- «Комсомолка» (1927)[2]
- «Октябрь» (1928)[2]
- «Максим Горький» (1928)[2]
- «Маяковский» (1929)[2]
- «Сбор винограда в колхозе «Кюндухдн» («Восход солнца», горельеф, 1931)[2]

Галерея работ
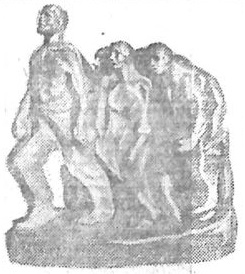
Скульптура
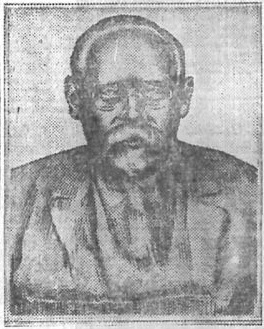
Портрет Ф. Н. Петрова
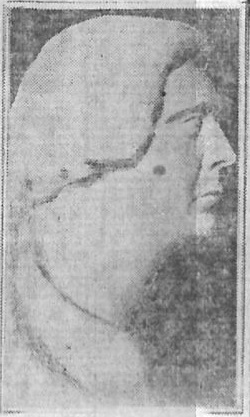
Портрет